# Nitry
Nitry település Franciaországban, Yonne megyében. Lakosainak száma 372 fő (2022. január 1.). Nitry Aigremont, Grimault, Joux-la-Ville, Lichères-près-Aigremont, Noyers, Sainte-Vertu és Vermenton községekkel határos.

## Népesség
A település népességének változása:
| Lakosok száma | 372  | 364  | 369  | 368  | 367  | 366  | 366  | 372  |
|               | 2013 | 2015 | 2017 | 2018 | 2019 | 2020 | 2021 | 2022 |